# Amédée Gosselin
Pour les articles homonymes, voir Gosselin.
Amédée Gosselin, ou Amédée-Edmond Gosselin, né le 30 septembre 1863 à Saint-Charles-de-Bellechasse et mort le 20 décembre 1941 à Québec, est un historien, un prêtre catholique est un professeur canadien.

## Biographie
Né à Saint-Charles-de-Bellechasse, il fait son cours classique et sa théologie de 1878 à 1890 au petit séminaire de Québec et au grand séminaire de Québec, puis reçoit le sacrement de l'ordre.
Professeur d'histoire du Canada et de rhétorique, son œuvre majeure est L'instruction au Canada sous le Régime français (1635–1760) (1911), qui lui vaudra le prix Verret. Archiviste du séminaire, il deviendra supérieur de l'institution puis recteur de l'université Laval de 1909 à 1915 et de 1927 à 1929.
Organisateur du Congrès de la langue française et membre de la Société du parler français, il collaborera fréquemment au Bulletin des recherches historiques. Il meurt à Québec le 20 décembre 1941.

## Publications (liste partielle)
- « Le Rituel de Mgr de Saint Vallier », dans Proceedings and transactions of the Royal Society of Canada. Délibérations et mémoires de la Société royale du Canada, section I, 1914, p. 245

### Listes de publications
- Liste de worldcat.org